# Tia Lily
Tia Lily är en svensk artist, låtskrivare och producent. Hon är född i Skellefteå, och bosatt i Stockholm.

## Bakgrund
När Lily var 11 år gammal började hon medverka i talangtävlingar och uppträda på shower runtom i Sverige och vann då den rikstäckande talangtävlingen "Stjärnskott 2000". Hennes första egna liveshow var i Skellefteåfestivalen år 2001. Hon har lagt sång på flera radiojinglar åt flygbolaget "Malmö Aviation" från och med 13 års ålder, har medverkat som ensemble i Staffan Götestams uppsättning av "Trollkarlen från Oz" på Göta Lejon 2001–2002 och medverkade i Markoolios barnprogram "Föräldrafritt" där hon spelade "Chefen" i "Buspatrullen"-avsnitten år 2002 samt "Chefen" i "FF-konsulterna"-avsnitten säsongen efter. Lily studerade under gymnasietiden på Rytmus musikskola i Stockholm.
Lily sjunger det svenska ledmotivet i Disneyfilmerna:
- "(Jag vill få bli) som andra är", Disneyfilmen Mulan II.
- "En ny väg att gå", från Disneyfilmen "Tingeling och älvornas hemlighet".
- "Dig down deeper" i Disneyfilmen "Pixie hollow games".

I mars 2007 släppte hon en duett med Dennis Haberlach från tyska idol i länderna Tyskland, Österrike och Schweiz. Den släpptes både med tysk och engelsk sång under namnen "Nicht für immer" och "One night only". Musikvideon spelades in i Berlin. I samband med lanseringen gjordes bland annat ett framträdande i det tyska tv-programmet Fernsehgarten. Året efter släpptes sedan låten "Doo be doo" under Universal Music i Tyskland. Musikvideon spelades in i Palma på Mallorca.